# Polónyi István (birkózó)
Polónyi István (Szolnok, 1924–2000) magyar birkózó, edző.

## Életpálya
Végzettsége lakatos, majd gépésztechnikus (1965).  Munkahelye a Szolnoki MÁV Járműjavító volt (1941-1981). Foglalkozása vasúti vágányhídmérleg szerelő.

## Sportpályafutás
1941-1951 között a Szolnoki Lokomotív egyesületben birkózott. 1947-ben olimpiai kerettag, 1949-ben magyar bajnok volt kötött fogásban, pehelysúlyban.
1965-1973 között birkózóedző a Szolnoki MÁV SE birkózószakosztályában.  
Tanítványai közül eredményes birkózók László Márton, Balogh István, Balogh János, László János és Tiger Tibor.

## Forrás
Varga Csaba & Varga Alexa (szerk. 2010): A Szolnoki MÁV Sportegyesület jubileumi évkönyve. Kiadó: Szolnoki MÁV SE.